# Le Train rouge
Pour plus de détails, voir Fiche technique et Distribution.
Le Train rouge (titre original : Hearts Aflame) est un film muet américain réalisé par Reginald Barker et sorti en 1922.

## Fiche technique
- Titre original : Hearts Aflame
- Réalisation : Reginald Barker
- Scénario : J.G. Hawks, Gordon Rigby, Harold Titus
- Photographie : Percy Hilburn
- Pays de production :  États-Unis
- Format : Noir et blanc — 35 mm — 1,33:1 — Muet
- Durée : 90 minutes
- Dates de sortie : 
  - États-Unis : 12 novembre 1922
  - France : 21 mars 1924

## Distribution
- Frank Keenan : Luke Taylor
- Anna Q. Nilsson : Helen Foraker
- Craig Ward : John Taylor
- Richard Headrick : Bobby Kildare
- Russell Simpson : Black Joe
- Richard Tucker : Philip Rowe
- Stanton Heck : Jim Harris
- Martha Mattox : Tatie May
- Walt Whitman : Charley Stump
- Joan Standing : Ginger
- Ralph Cloninger : Thad Parker
- Lee Shumway : Milt Goddard
- John Dill : Lucius Kildare
- Gordon Magee : Shérif
- Irene Hunt : Jennie Parker
- Cleo Madison : rôle indéterminé
- Irene Rich : rôle indéterminé
- Anna Wilson : rôle indéterminé

## Conservation
Hearts Aflame est aujourd'hui un film perdu.